# La Main jaune (discothèque)
Pour les articles homonymes, voir La Main jaune.
Pour le logo d'association, voir SOS Racisme#Prises de position.
La Main jaune est une discothèque située dans le 17e arrondissement de Paris ouverte de 1979 à 2003.

## Historique
La Main jaune est une discothèque parisienne de type Roller Disco (en), située place de la Porte-de-Champerret, plus précisément sous le square de l'Amérique-Latine et celui du Caporal-Peugeot à Paris. Elle ouvre ses portes au cours de l’année 1979 pour les fermer « définitivement » près de 25 ans plus tard, au cours de l’année 2003. Premier « Roller Disco » de France, son ouverture coïncide avec l’explosion de la pratique du patin à roulettes en France.
Fondée par Jean-Michel Moulhac, ancien directeur du Chalet du Lac, elle succède à la Main Bleue, boîte de nuit située à Montreuil (Seine-Saint-Denis) et également par Jean-Michel Moulhac.
Le club connaît ses heures de gloire au cours des années 1980 et fait même son apparition dans le film culte de toute une génération : La Boum.
En 2015, un autre film, le retour de Carlos, situe une partie de son action à La Main jaune, en 1986 : Bis de Dominique Farrugia avec Kad Merad et Franck Dubosc dans les rôles principaux.
Une ouverture exceptionnelle, mais n'ayant aucun rapport avec l'activité d'origine du lieu, se déroule le 31 décembre 2009. Puis le lieu est investi et remis en état par un collectif d’artistes à partir de mai 2011. Ce collectif d'artistes, La Main, fait vivre ce lieu de création, malgré leur « expulsabilité » depuis le 22 septembre 2012. Puis ce collectif s'installe dans des locaux de la mairie du 15e arrondissement de Paris. En 2017, la ville de Paris décide de redonner vie à ce lieu mythique dans le cadre de l'appel à projet Réinventer Paris. En janvier 2019, c'est le projet Mastersound (école de musique participative et village consacré aux métiers de la musique) qui remporte la compétition. Son ouverture est prévue début 2021 puis fin 2022.